# Blåbenad eremitkräfta
Blåbenad eremitkräfta (Clibanarius tricolor) är en salvattenlevande art av storkräftor i ordningen tiofotade kräftdjur som lever i grunt vatten i Karibiska havet. Den hålls relativt ofta hålls i akvarier.

## Beteende
Under dagen rör sig krabborna långsamt eller vilar, och födosöket börjar vanligtvis i skymningen och fortsätter till natten. Krabborna samlas vanligtvis i steniga områden med 30 cm vatten. Medlemmar i samma grupp rör sig vanligtvis i en riktning när de äter, ungefär som en grupp betande boskap. Vid 4:30 på morgonen är de tillbaka i sin grupp. Det verkar som att de flesta krabborna stannar kvar hos sina respektive grupper dag efter dag.
Slagsmål förekommer också hos denna art. När den angripande krabban närmar sig en annan kan det uppstå några aggressiva moment eller så kan den andra krabban dra sig tillbaka. Den angripande krabban närmar sig bakifrån och vänder den andra krabban på rygg. Angriparen kan fortsätta att snurra offret och skjuta skalet flera gånger. Angriparens skal höjs sedan och fälls sedan snabbt ner. Denna process sker vanligtvis flera gånger, tills angriparen slutligen sparkar ut offret ur skalet. Om denna process misslyckas kan offret förbli upp och ner, och då kan ett nytt angrepp inträffa.